# 中里智美
中里 智美（なかざと ともみ、1959年9月10日 - ）は、日本の裁判官。神奈川県出身。東京家庭裁判所所長を経て、福岡高等裁判所長官。

## 略歴
- 中央大学法学部卒
- 1983年　司法修習生（第37期）
- 1985年　大阪地方裁判所判事補任官
- 1987年　水戸地方裁判所判事補・水戸家庭裁判所判事補
- 1990年　秋田地方裁判所大曲支部判事補・秋田家庭裁判所大曲支部判事補
- 1993年　東京地方裁判所判事補
- 1995年　東京地方裁判所判事
- 1996年　岐阜地方裁判所判事・岐阜家庭裁判所判事
- 2000年　東京地方裁判所判事・東京高等裁判所判事職務代行
- 2003年　東京高等裁判所判事
- 2004年　司法研修所教官
- 2007年　大阪地方裁判所判事
- 2008年　大阪地方裁判所部総括判事
- 2011年　司法研修所教官
- 2014年　東京地方裁判所部総括判事
- 2017年　水戸地方裁判所所長
- 2018年　東京高等裁判所総括判事
- 2021年　東京家庭裁判所所長
- 2022年　福岡高等裁判所長官
- 2024年　定年退官

## 担当訴訟
- 2008年3月、大阪府高槻市の路上で女性に背後から抱きつき、仰向けに倒れたところを馬乗りになって胸を触るなどし、ひざにけがをさせたとして強制わいせつ致傷の罪で被告が起訴された事件（2009年2月判決 大阪地方裁判所裁判長）
  - 犯行が被告によるものという確固たる証拠はないとして、まったく身に覚えがないと一貫して無罪を主張してきた被告に無罪（求刑懲役4年）の判決。被害女性について事件当時多量に飲酒していたことなどから観察能力に問題があったとした。女性が人物写真9枚の中から被告を容疑者として選んだ「面割り捜査」をめぐっては、被告の写真だけが全身写真でないなど均質性に問題があり女性が暗示を受けた可能性が否定できないと述べた。また被告人の自宅に犯人が逃げ込んだとする目撃証言についても信用性を否定した。さらに、被告人が事件当日祖母の法事を控えていたことを挙げ、男性を犯人とするには合理的な疑いが残ると結論づけた。

- 2015年4月30日、一連のオウム真理教事件で、地下鉄サリン事件の実行犯の送迎役など、計5件の事件に関与した元信者の高橋克也被告の裁判員裁判で、無期懲役の判決を言い渡した（東京地方裁判所裁判長）。